# Académie de musique de Detmold
 (septembre 2015).
Si vous disposez d'ouvrages ou d'articles de référence ou si vous connaissez des sites web de qualité traitant du thème abordé ici, merci de compléter l'article en donnant les références utiles à sa vérifiabilité et en les liant à la section « Notes et références ».
L'Académie de musique de Detmold (Hochschule für Musik Detmold) est une école supérieure de musique sise à Detmold dans le Land de Rhénanie-du-Nord-Westphalie. Elle fut créée en 1946 sous le nom de Nordwestdeutsche Musikakademie Detmold.

## Professeurs et anciens professeurs
- Gerhard Allroggen
- Stanislav Anischenko
- Günter Bialas (de)
- Georg Christoph Biller
- Otfried Büsing
- Madeleine Carruzzo
- Heinrich Creuzburg
- Christian-Friedrich Dallmann
- Lukas David
- Christophe Desjardins
- Eugen M. Dombois
- Johannes Driessler
- Eckhard Fischer
- Arno Forchert
- Wolfgang Fortner
- Alexander Gebert
- Werner Genuit
- Irene Güdel
- Conrad Hansen
- Nobuko Imai
- Hans-Hermann Jansen
- Koh Gabriel Kameda
- Rudolf Kelterborn
- József Kiss
- Giselher Klebe
- Richard Rudolf Klein
- Dieter Klöcker
- Anne Kohler
- Helmut Kretschmar
- Renate Kretschmar-Fischer
- Peter Kreutz
- Hanns-Ulrich Kunze
- Irmgard Lechner
- Fabien Lévy
- Theo Lindenbaum
- Dietrich Manicke
- Paul Meisen
- Walter Meuter
- Jost Michaels
- Hans Münch-Holland
- Wilhelm Maler
- André Navarra
- Alfredo Perl
- Christoph Poppen (de)
- Peter Prommel
- Roland Pröll
- Thomas Quasthoff
- Kurt Redel
- Martin Christoph Redel
- Hans Richter-Haaser
- Ilja Scheps
- András Schiff
- Klaus Schilde
- Karl-Heinz Schlüter
- Hans-Peter Schmitz
- Ernst Klaus Schneider
- Friedrich-Wilhelm Schnurr
- Godelieve Schrama
- Martin Stephani
- Norbert Stertz
- Max Strub
- Joachim Thalmann
- Erich Thienhaus
- Kurt Thomas
- Helmut Tramnitz
- Anatol Ugorski
- Jürgen Ulrich
- Kerstin Unseld
- Tibor Varga
- Joachim Veit
- Bob Versteegh
- Alexander Wagner
- Gerhard Weinberger
- Günther Weißenborn
- Fritz ter Wey
- Helmut Winschermann
- Karl Heinz Wörner
- Lars Woldt
- Renate Zimmermann

## Anciens élèves
- Mungonzazal Janshindulam, pianiste mongol